# كلفن فيليكس
كلفن فيليكس (بالإنجليزية: Kelvin Edward Felix)‏ هو كاهن كاثوليكي دومينيكاوي، ولد في 15 فبراير 1933 في روسو في دومينيكا.